# 塔岑基
50°9′39″N 30°40′35″E / 50.16083°N 30.67639°E
塔岑基（烏克蘭語：Таценки）是位於烏克蘭北部的村莊，由基辅州奧布希夫區的奧布希夫市鎮負責管轄。該村始建於1920年，面積0.81平方公里，海拔高度94米，2001年該村落人口422，人口密度每平方公里521人。